# Рюгьон (хотел)
Хотел Рюгьон (хангъл: 류경호텔) е недостроен небостъргач, намиращ се в Пхенян, Северна Корея. Издигащ се на височина 330 метра, хотел „Рюгьон“ е най-високата сграда в страната.
През 1992 г. строежът е спрян заради липса на средства. Строителството е възстановено през април 2008 година, като се прекъсва периодът от 16 години без активно строителство по сградата.

## Проект
Името на сградата идва от едно от древните наименования на столицата – Пхенян – Рюгьон. Строителството започва през 1987 година. Предполага се, че при завършването му той ще бъде най-високият хотел и седма по височина сграда в света, но са вдигнати само стените.

### Техническо описание
Хотел „Рюгьон“ е с височина 330 метра, включва 105 етажа и е най-високата постройка в Северна Корея. Разгънатата площ е 360 000 m2. Структурата е изработена от напрегнат бетон, състои се от три крила с височина 100 метра и ширина 18 метра. Крилата се сливат в една точка на върха. По проект хотел „Рюгьон“ има 3000 стаи и 7 ресторанта.

### Амбициозен проект
Идеята за подобен небостъргач възниква в годините на Студената война като отговор на строителството на Хотел „Стамфорд“ в Сингапур от южнокорейско предприятие. Първоначално е създадено дружество „Рюгьон Хотел Инвестмънт енд Менаджмънт Ко.“ с цел привличането на чуждестранни инвестиции. Очакванията са за набиране на 220 млн. долара инвестиции. Северокорейското правителство дори обещава на инвеститорите специален режим, включващ разрешително за строителство на казино, нощни клубове и японски салони за почивка. Строителството започва и още наполовина вдигната, сградата е отпечатана на пощенски марки и е включена в пътеводители.

### Замразяване
Откриването е насрочено за месец юни 1989 г., по случай Световния фестивал на младежта и студентите, но поради строителни проблеми и недостатък на финансови средства строителните работи се забавят и срокът не е спазен. През 1992 година строителството е спряно поради недостиг на средства. Японската преса оценява недостига на 750 млн. долара, което е 2% от БВП на Северна Корея по това време.

### Критика
Според някои чуждестранни специалисти зданието е построено неправилно, а вложените материали са некачествени и небостъргачът не бива да бъде експлоатиран.

### Възстановяване
През 2008 година строителството на хотела е възобновено, и се забелязва поставянето на прозорци и антени по хотела. Според представител на севернокорейското правителство хотелът ще е готов през 2012 г. по случай 100-тната годишнина от рождението на Ким Ир Сен. Сградата е построена и облицована отвън със стъкло, но откриването не се състои през 2012 г. През същата година обаче веригата хотели Кемпински проявява интерес към зданието, което навежда на мисълта, че е възможно частично откриване на някои от етажите през 2013 г.  В края на март 2013 г. обаче от компанията обявяват, че се отказват от проекта. През септември 2017 г. е обявен за най-високата необитавана сграда в света.